# Françafrique
     Țările considerate de obicei francofone din Africa. Aceste țări au avut o populație de 363 de milioane în 2013. Populația lor va atinge între 785 de milioane și 814 milioane în 2050.
     Țări considerate uneori ca francofone
     Țările care nu sunt francofone, dar sunt membri sau observatori ai OIF

Țările considerate de obicei francofone din Africa. Aceste țări au avut o populație de 363 de milioane în 2013. Populația lor va atinge între 785 de milioane și 814 milioane în 2050.Franceza este limba cu cea mai rapidă creștere de pe continent (în termeni de limbă oficială sau străină).
Țări considerate uneori ca francofone
Țările care nu sunt francofone, dar sunt membri sau observatori ai OIF

Françafrique (franceză fʁɑ̃safʁik) este un termen care se referă la relația Franței cu Africa. Termenul a fost folosit pentru prima dată în sens pozitiv de președintele Félix Houphouët-Boigny al Coastei de Fildeș, dar acum este folosit uneori pentru a denunța relația „neocolonială” pe care Franța o are cu fostele sale colonii africane. Sfera de influență a „Françafrique” a prins rădăcini în timpul colonizării și se sprijină atât pe rețele oficiale cât și pe cele subterane. Dar chiar de la independența statelor africane în 1960, Franța a intervenit militar de mai mult de 30 de ori în Africa. Acest fenomen este deosebit de prezent în fostele colonii franceze, cum ar fi Republica Congo, precum și în alte țări francofone, inclusiv Burundi și Rwanda; este, de asemenea răspândită în alte țări nevorbitoare de franceză, cum ar fi Guineea Ecuatorială. Franța are baze militare în Gabon, Senegal, Djibouti, Mayotte și Réunion. Armata Franceză este de asemenea desfășurată în Mali, Ciad, Republica Centrafricană, Somalia și Coasta de Fildeș. Din punct de vedere critic, termenul „Françafrique” este folosit în general în prezent în mass-media pentru a descrie relația economică și diplomatică complexă pe care Franța o păstrează cu fostele sale colonii, care sunt uneori considerate ca fiind state marionetă. În funcție de autori, „Françafrique” a existat încă din sau nu în guvernul lui Nicolas Sarkozy. Din 2012, mulți autori vorbesc despre o „întoarcere a Françafrique” sub guvernarea François Hollande. La 14 iulie 2013, trupele din 13 țări africane au mărșăluit cu armata franceză în timpul paradei de Ziua Bastiliei în Paris, pentru prima dată de când trupele coloniale franceze s-au dizolvat.

## Legături externe
- en  – The French African Connection (2013), 3 part documentary series by Al Jazeera
- en  – François-Xavier Verschave about what Françafrique means. Arhivat în 6 august 2020, la Wayback Machine.(English)
- en  – 50 years later Françafrique is alive and well Christophe Boisbouvier, Radio France Internationale (English)
- en  – Africa: 50 years of independence Arhivat în 3 martie 2016, la Wayback Machine. Radio France Internationale (English)
- en  – French foreign policy in Africa: between pré carré and multilateralism by Sylvain Touati (English)